# La Pobla de Benifassà
La Pobla de Benifassà – gmina w Hiszpanii, w prowincji Castellón, we wspólnocie autonomicznej Walencja, o powierzchni 136 km². W 2011 roku liczyła 290 mieszkańców.